# 格勒纳德
格勒纳德（法語：Grenade，法語發音：[ɡʁənad] ⓘ）是法国上加龙省的一个市镇，位于该省北部，属于图卢兹区。

## 地理
格勒纳德（43°46'17"N, 1°17'35"E）面积37.01 平方千米，位于法国奧克西塔尼大區上加龙省，该省份为法国西南部内陆省份，西南端与西班牙接壤，自此顺时针与上比利牛斯省、热尔省、塔恩-加龙省、塔恩省、奥德省和阿列日省接壤。
与格勒纳德接壤的市镇（或旧市镇、城区）包括：格里索勒、欧康维尔、卡斯泰尔诺-代斯特雷特丰、洛纳克、梅维尔、翁德、圣塞泽尔、圣若里、拉拉。

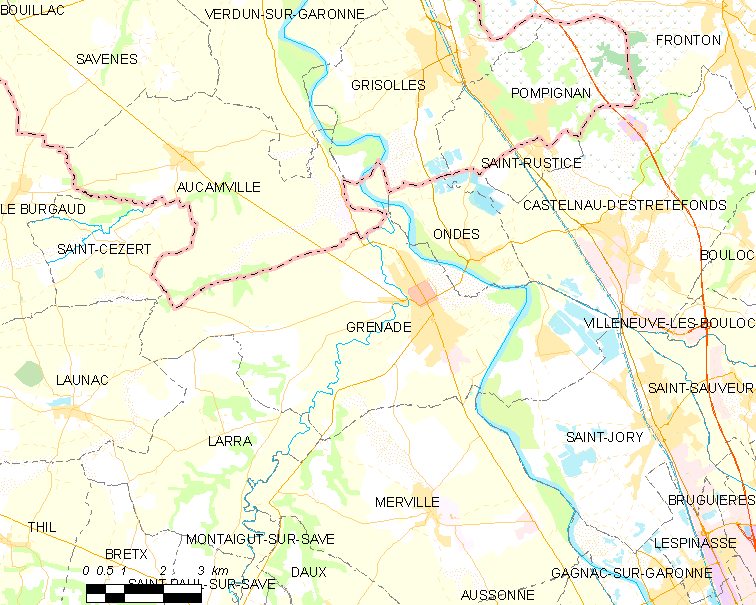
格勒纳德的OSM定位图

格勒纳德的时区为UTC+01:00、UTC+02:00（夏令时）。

## 行政
格勒纳德的邮政编码为31330，INSEE市镇编码为31232。

## 政治
格勒纳德所属的省级选区为莱格万县。

## 人口

1962-2008年间格勒纳德人口变化图示

格勒纳德于2022年1月1日时的人口数量为9039人。

## 图集

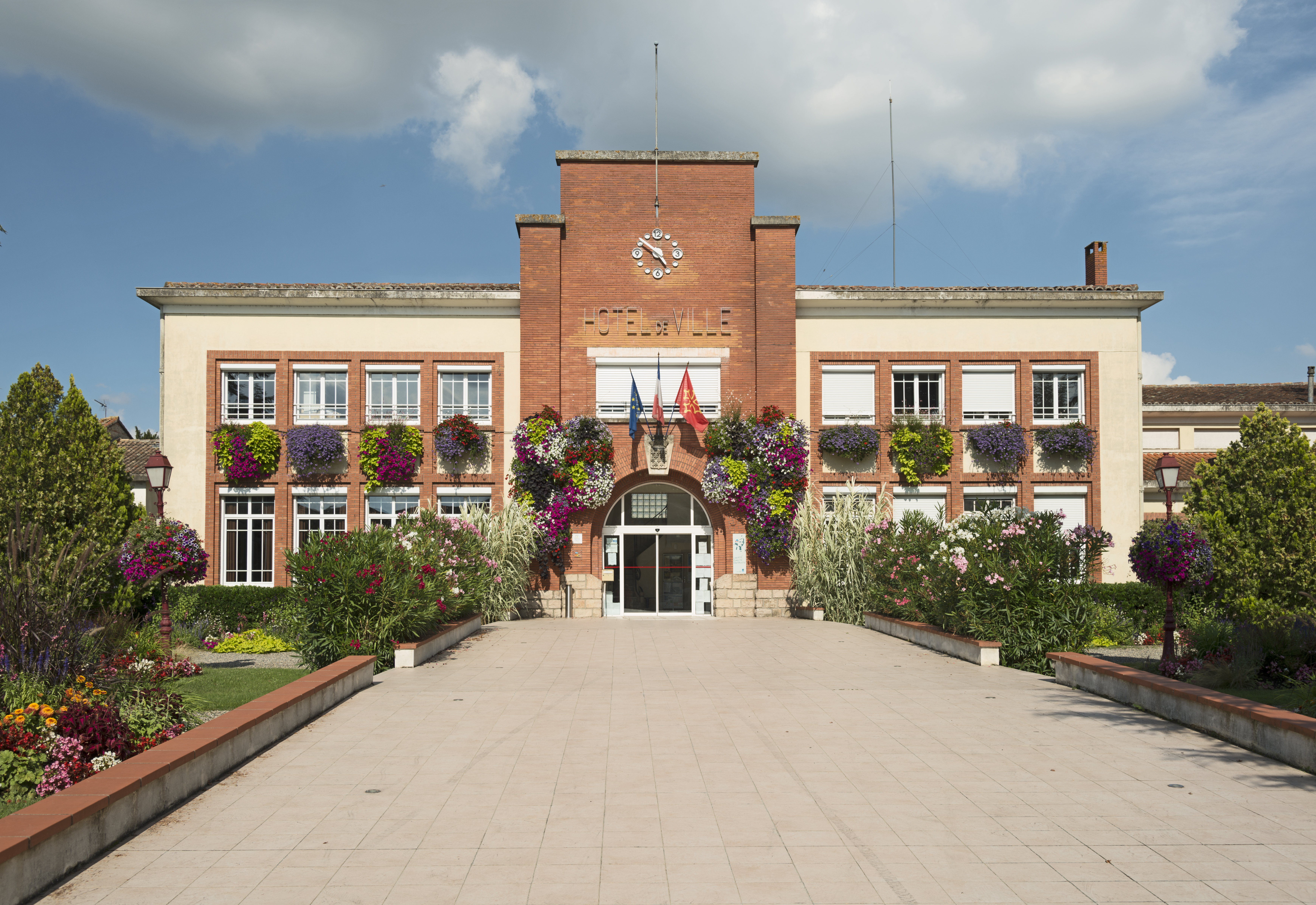
市政厅
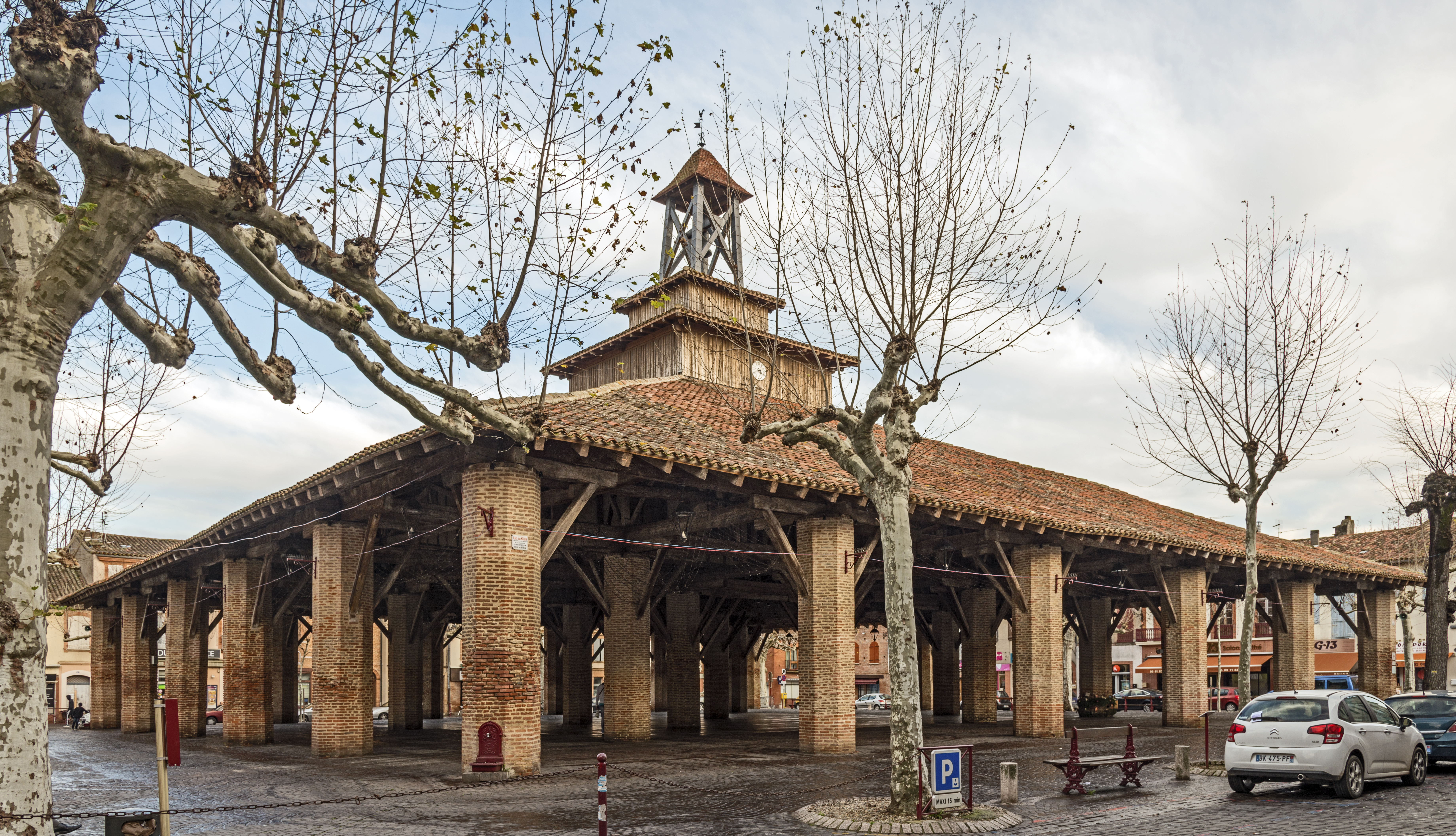
市场大厅
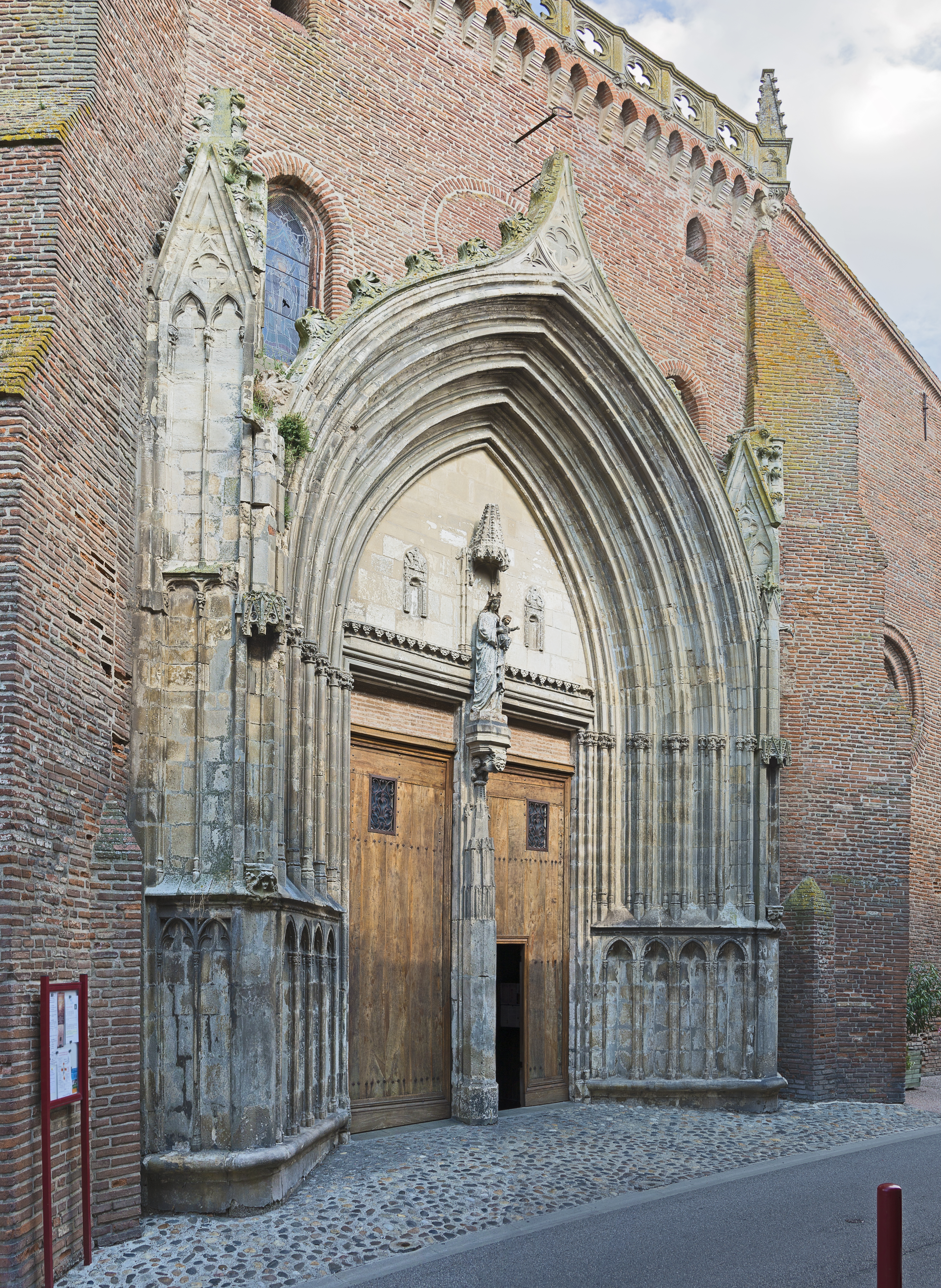
教堂门廊
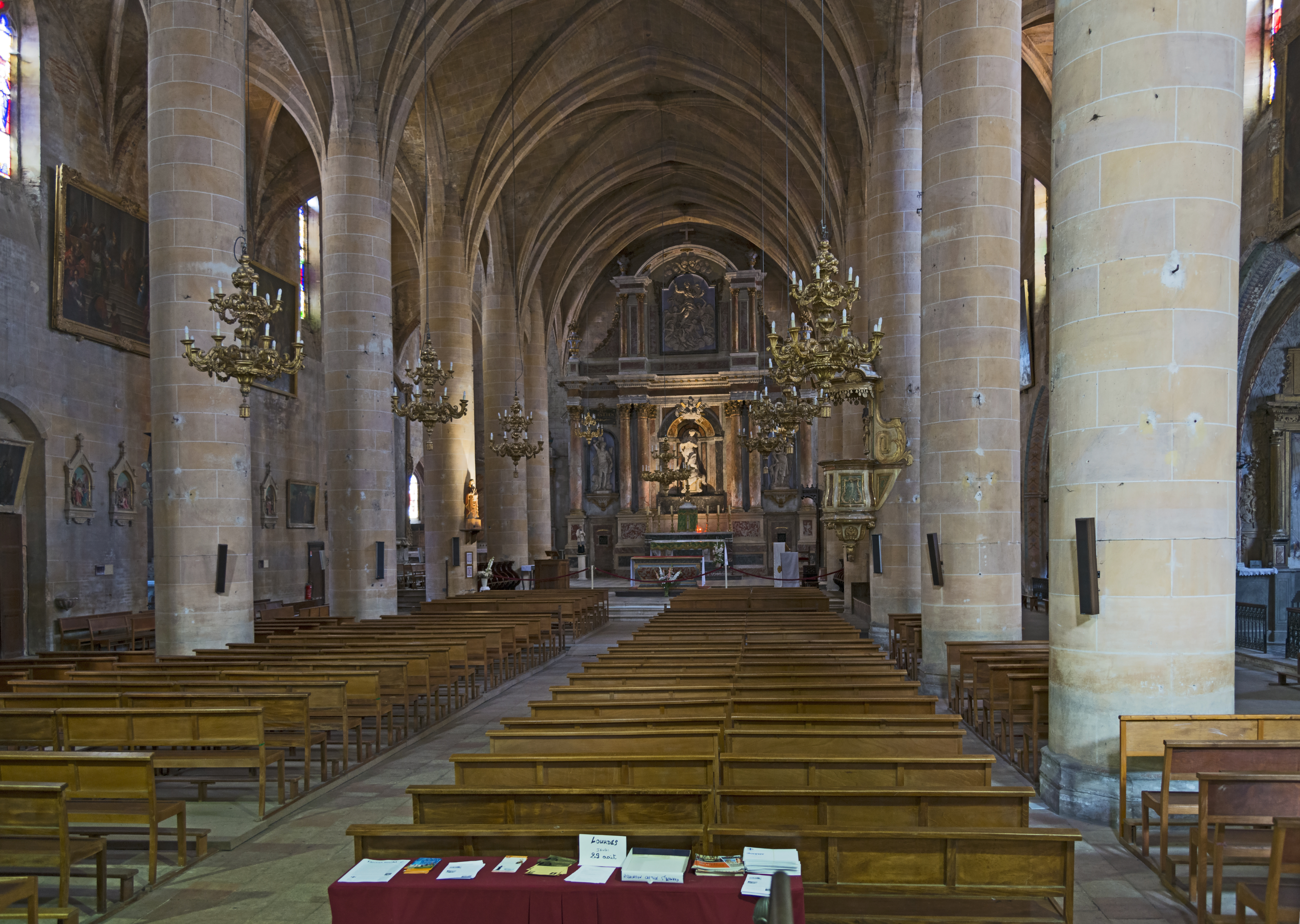
教堂内部
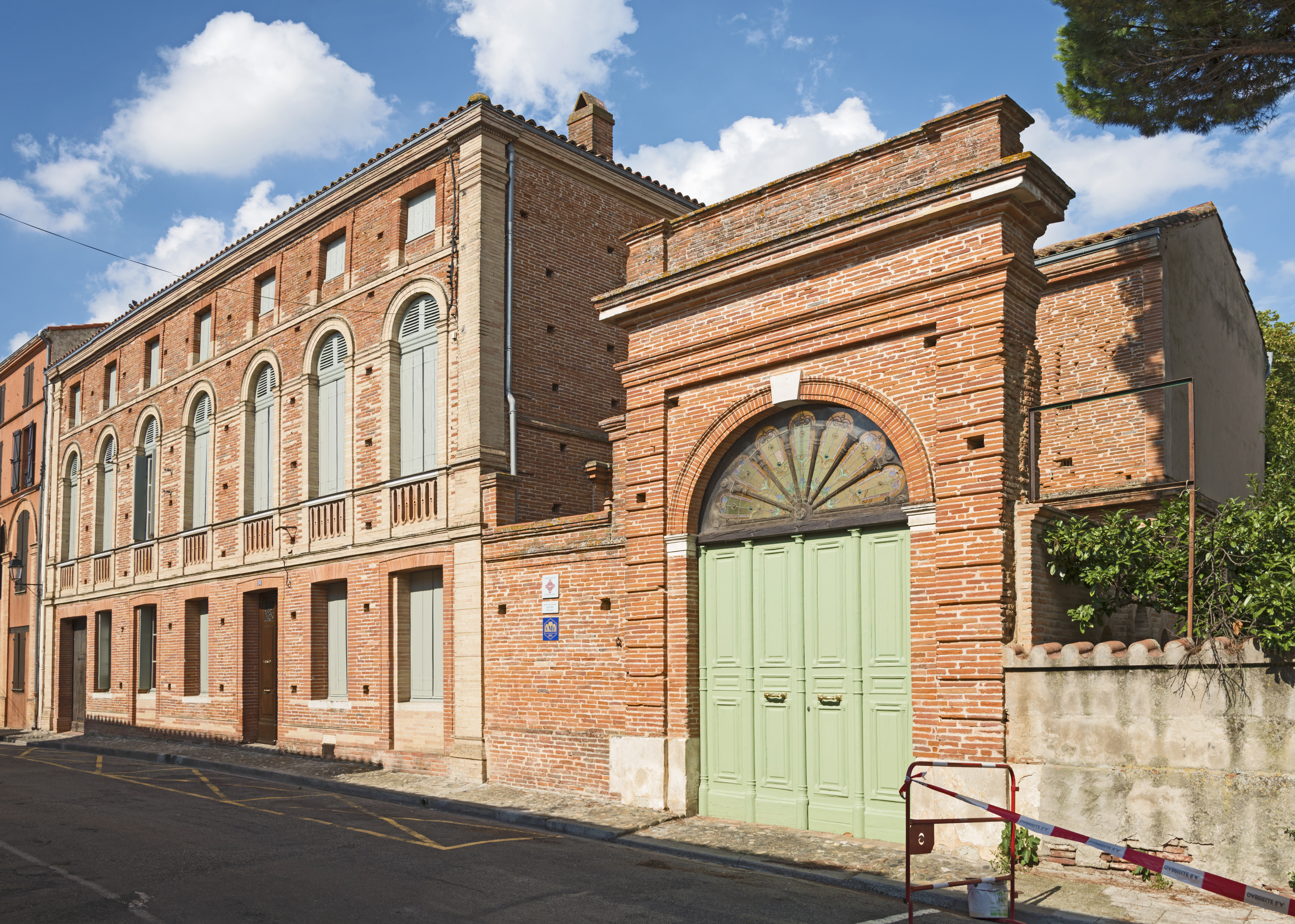
修道院

## 友好城市
- 義大利 伊斯特拉纳（1989年）